# Bundesanwaltschaft (Schweiz)
Die Bundesanwaltschaft (französisch Ministère public de la Confédération, italienisch Ministero pubblico della Confederazione, rätoromanisch Procura publica federalaⓘ) ist die Staatsanwaltschaft der Schweiz auf Bundesebene. Sie leitet die strafrechtlichen Ermittlungen zur Aufklärung von Straftaten, die in ihre Zuständigkeit fallen, und führt in diesen Strafverfahren die Anklage. Sie ist zudem Vollzugsbehörde für die internationale Rechtshilfe. Ihre Geschichte geht auf das Jahr 1848 zurück.

## Aufgaben
In die Zuständigkeit fallen solche Straftaten, die gegen das Staatsgebilde oder das nationale Interesse gerichtet werden und so der Bundesgerichtsbarkeit unterstehen: grenzüberschreitende Geldwäscherei, Korruption, organisierte Kriminalität und Wirtschaftskriminalität, Delikte gegen Magistraten, Bundesbeamte oder die öffentliche Gewalt, Delikte gegen völkerrechtlich geschützte Personen und diplomatische Missionen, verbotener Handel mit Kriegs- und Nuklearmaterial, verbotener Nachrichtendienst, Völkermord, Sprengstoffdelikte, Straftaten an Flugzeugbord, Geld- und Bundesurkundenfälschung, Wahl- und Abstimmungsfälschung sowie weitere Delikte auf Bundesebene.
Die Bundesanwaltschaft fördert die Kooperation mit den kantonalen Strafverfolgungsbehörden in der Schweiz und koordiniert die Zusammenarbeit bei der grenzüberschreitenden Verbrechensbekämpfung mit Justizbehörden im Ausland, beispielsweise mit dem amerikanischen FBI im Krieg gegen den Terror.
Sie beteiligt sich auch am Entwurf von Gesetzen über das Straf- und Strafprozessrecht des Bundes.

## Leitung
Erster Bundesanwalt (damalige Bezeichnung Generalprokurator) war von 1851 bis 1852 Paul Migy, gefolgt von Jakob Amiet. Amiet begründete seine freiwillige Demission 1856 damit, dass es nicht länger mit seinem Bürgerethos zu vereinbaren sei, für eine anhaltende Untätigkeit in Bern ein Jahresgehalt von 4300 Franken zu beziehen. In der Folge wurde die Stelle lange Jahre nicht mehr besetzt. Mit der neuen Bundesverfassung von 1874 verschwand das Amt von der Liste der bundesstaatlichen Aufgaben.
Erst auf Druck des Auslandes nach der Affäre Wohlgemuth wurde die Stelle 1889 mit dem freisinnigen Politiker Jakob Albert Scherb wieder besetzt. Die längste Amtsperiode hatte von 1918 bis 1948 Franz Stämpfli. Ihm folgte Werner Lüthi. René Dubois wurde 1955 wurde als erster Sozialdemokrat vom Bundesrat zum Bundesanwalt gewählt. Im Zusammenhang mit einem kurz vor der Aufdeckung stehenden Spionageskandal, in den er ohne sein Wissen selbst verstrickt wurde, beging er Suizid. Von 1974 bis 1989 war Rudolf Gerber Bundesanwalt. 1989 erfolgte seine Demission und seine vorzeitige Pensionierung im Zusammenhang mit dem Fichenskandal und der Affäre um die Bundesrätin Elisabeth Kopp. Die Vorgänge führten zu einer Reorganisierung der schweizerischen Bundesanwaltschaft. Von 1994 bis 1999 hatte die spätere Chefanklägerin des UN-Kriegsverbrechertribunals in Den Haag, Carla Del Ponte, die Funktion inne. Vom 1. März 2000 bis zum Juli 2006 amtierte Valentin Roschacher in dieser Funktion. Interimistisch wurde die Bundesanwaltschaft vom stellvertretenden Bundesanwalt Michel-André Fels weitergeführt. Ab 13. August 2007 war Erwin Beyeler, bis zu seinem Amtsantritt Erster Staatsanwalt des Kantons St. Gallen, der Bundesanwalt der Schweiz.
Bis 2010 wurde der Bundesanwalt durch den Bundesrat gewählt; die Bundesanwaltschaft stand unter der Aufsicht des Eidgenössischen Justiz- und Polizeidepartements. Im Rahmen der Neuorganisation der Strafbehörden des Bundes beschloss die Bundesversammlung –  entgegen dem Antrag des Bundesrates, der diese Kompetenz bei sich belassen wollte  –, dass der Bundesanwalt sowie die beiden Stellvertretenden Bundesanwälte von der Vereinigten Bundesversammlung gewählt werden. Gleichzeitig wurde die Bundesanwaltschaft in ihrer Tätigkeit von der Exekutive unabhängig; seit dem 1. Januar  2011 untersteht sie der Aufsichtsbehörde über die Bundesanwaltschaft, deren sieben Mitglieder ebenfalls von der Vereinigten Bundesversammlung gewählt werden. Für die Vorbereitung all dieser Wahlen wurde die Gerichtskommission der Vereinigten Bundesversammlung zuständig.
Am 15. Juni 2011 wurde Beyeler durch die Vereinigte Bundesversammlung für eine weitere Amtszeit von vier Jahren nicht wiedergewählt, seine Amtszeit endete Ende 2011. Sein Nachfolger wurde Michael Lauber, der im Zuge der Fifa-Affäre 2020 zurücktreten musste. Am 29. September 2021 wurde Stefan Blättler, bisher Kommandant der Kantonspolizei Bern, zu seinem Nachfolger ab Januar 2022 gewählt.

## FIFA-Affäre
Am 28. September 2011 wählte die Vereinigte Bundesversammlung Michael Lauber für die Amtsperiode von 2012 bis 2015. Am 17. Juni 2015 wurde er mit 195 von 216 gültigen Stimmen im Amt für die Amtsdauer 2016 bis 2019 bestätigt. Für die Wiederwahl vom 25. September 2019 durch die Vereinigte Bundesversammlung für die Amtsperiode 2020–2023 empfahl die Gerichtskommission der Vereinigten Bundesversammlung mit 9 zu 6 Stimmen bei einer Enthaltung, Lauber nicht wiederzuwählen. Hintergrund war ein Verfahren gegen Mitglieder des Organisationskomitees der Fussball-WM 2006 in Deutschland. Laut der Kommission hatte Lauber mit einem Treffen mit FIFA-Präsident Gianni Infantino die Amtspflichten grob fahrlässig verletzt.  Lauber wurde am 25. September knapp mit 129 von 243 gültigen Stimmen wiedergewählt, das für die Wiederwahl nötige absolute Mehr lag bei 122 Stimmen. Nach öffentlichem Druck und den gerichtlichen Auseinandersetzungen stellte Lauber am 24. Juli 2020 seinen Rücktritt in Aussicht. Er trat per Ende August 2020 zurück.  Per 1. September 2020 übernahmen die beiden stellvertretenden Bundesanwälte Jacques Rayroud und Ruedi Montanari interimistisch bis zur Wahl des Nachfolgers von Lauber die Amtsgeschäfte.
Nachdem das Parlament Laubers Immunität aufgehoben hatte, wurde gegen ihn eine Strafuntersuchung im Zusammenhang mit den Treffen mit FIFA-Präsident Infantino eröffnet, unter anderem wegen des Vorwurfs des Amtsmissbrauchs respektive Anstiftung zum Amtsmissbrauch. Lauber wurde insbesondere vorgeworfen, dass er ein drittes Treffen mit Infantino erst leugnete. Dann behauptete er, sich an das nicht protokollierte Treffen nicht erinnern zu können. Genauso wie sein Kommunikationschef André Marty. Keine Erinnerung mehr an das Treffen zu haben, machten auch Infantino selbst sowie der Walliser Oberstaatsanwalt Rinaldo Arnold geltend, der die Treffen eingefädelt hatte. Das Bundesverwaltungsgericht stellte fest, es sei «abwegig», dass es zu einem kollektiven Erinnerungsversagen komme. Spätere Untersuchungen entlasteten alle Beschuldigten, die Strafverfahren wurden 2023 eingestellt. Im September 2021 wurde Stefan Blättler per 1. Januar 2022 zum neuen Bundesanwalt gewählt.

## General- und Bundesanwälte der Schweizerischen Eidgenossenschaft
| Jahr      | Name                               |
| --------- | ---------------------------------- |
| 1851–1852 | Paul Migy                          |
| 1852–1856 | Jakob Amiet                        |
| 1857–1889 | (vakant)                           |
| 1889–1899 | Jakob Albert Scherb                |
| 1899–1916 | Otto Kronauer                      |
| 1916–1948 | Franz Stämpfli                     |
| 1949–1955 | Werner Lüthi                       |
| 1955      | (vakant)                           |
| 1955–1957 | René Dubois                        |
| 1957–1958 | (vakant)                           |
| 1958–1967 | Hans Fürst                         |
| 1968–1974 | Hans Walder                        |
| 1974–1989 | Rudolf Gerber                      |
| 1989–1990 | (vakant)                           |
| 1990–1993 | Willy Padrutt                      |
| 1994–1998 | Carla Del Ponte                    |
| 1999      | (vakant)                           |
| 2000–2006 | Valentin Roschacher                |
| 2006–2007 | Michel-André Fels (interimistisch) |
| 2007–2011 | Erwin Beyeler                      |
| 2012–2020 | Michael Lauber                     |
| 2020–2021 | (vakant)                           |
| seit 2022 | Stefan Blättler                    |

## Personalbestand ab 2001
| Jahr | Vollzeitstellen |
| ---- | --------------- |
| 2001 | 40              |
| 2002 | 68              |
| 2003 | 96              |
| 2004 | 111             |
| 2005 | 107             |
| 2006 | 111             |
| 2007 | 111             |
| 2008 | 113             |
| 2009 | 126             |
| 2010 | 128             |
| 2011 | 163             |
| 2012 | 171             |
| 2013 | 188             |
| 2014 | 195             |
| 2015 | 199             |
| 2016 | 204             |
| 2017 | 212             |
| 2018 | 214             |
| 2019 | 221             |
| 2020 | 224             |
| 2021 | 238             |
| 2022 | 244             |
| 2023 | 251             |
| 2024 | 264             |